# Distrito histórico de Seth Lore e Irwinton
El Distrito histórico de Seth Lore e Irwinton es un distrito histórico ubicado en Eufaula, Alabama, Estados Unidos. Fue incluido en el Registro Nacional de Lugares Históricos en 1986.

## Descripción
Con más de 700 estructuras históricas y arquitectónicamente significativas, el distrito incluye la colección más preservada de Alabama de edificios comerciales de pequeñas ciudades de mediados a finales del siglo XIX, así como la colección más extensa del estado de casas y edificios de arquitectura italianizante. El período de importancia arquitectónica, comercial, industrial y política es de 1825 a 1949. Los estilos arquitectónicos incluyen bungaló, victoriano tardío, neoclásico, neogótico y neogriego.

## Galería

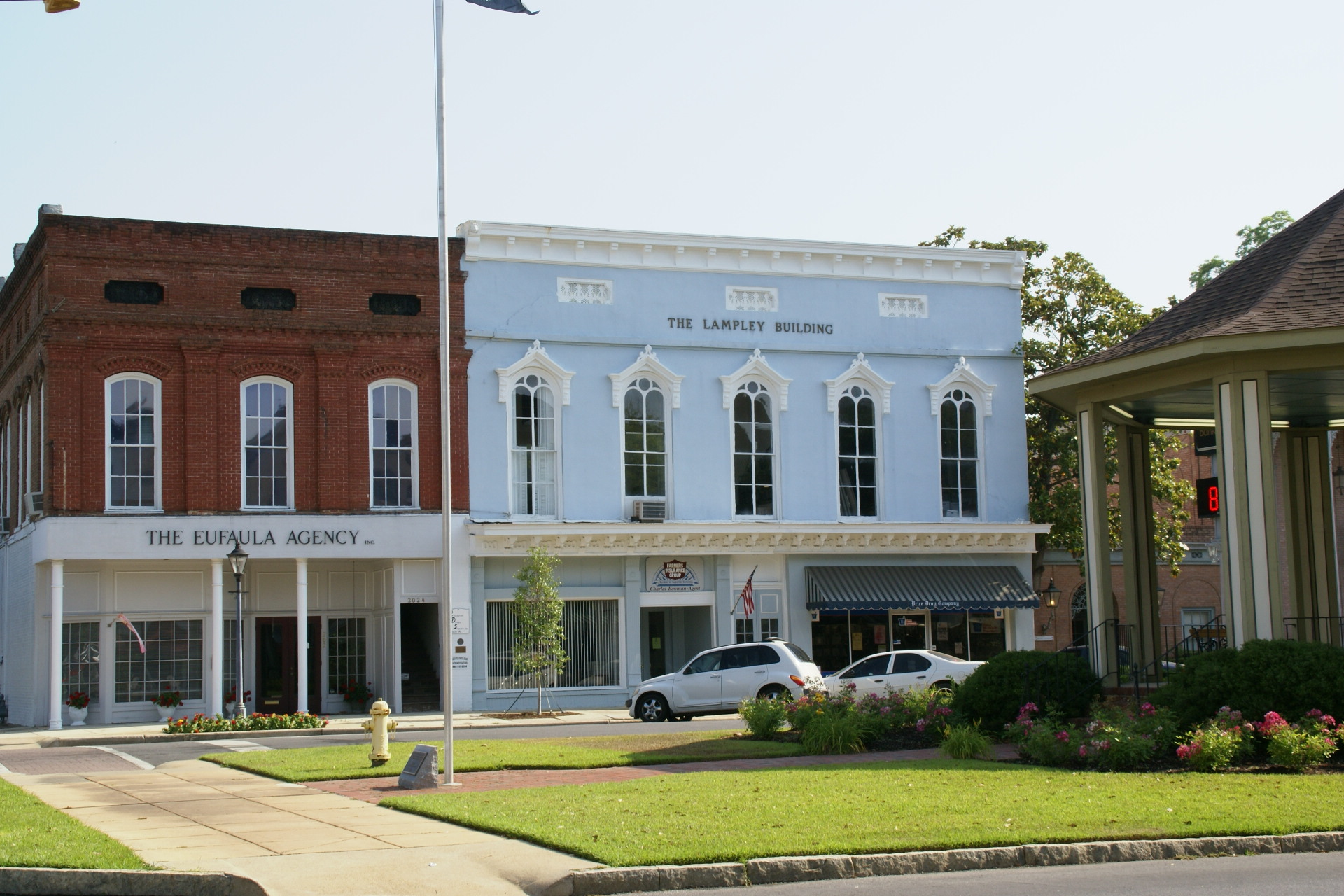
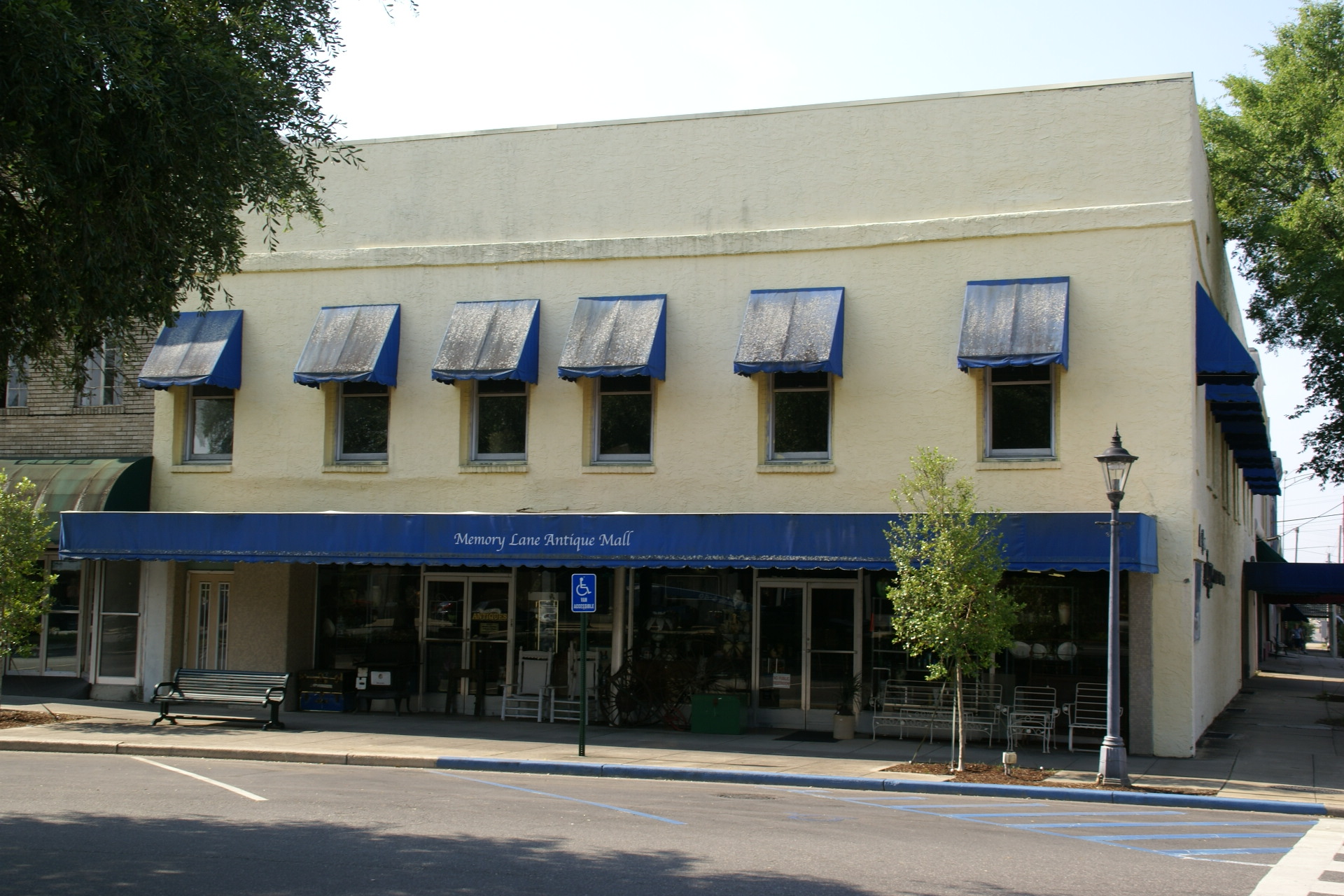
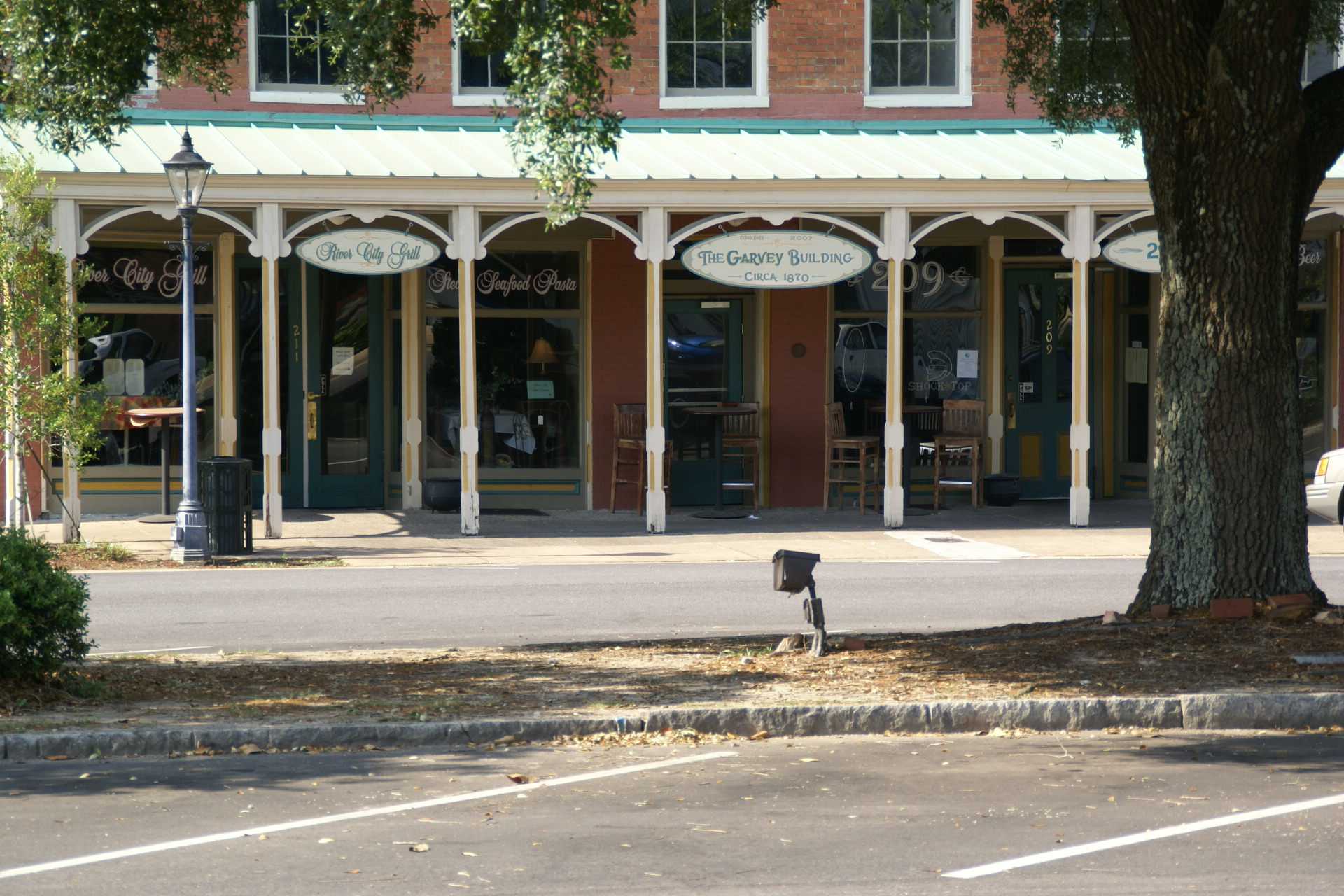
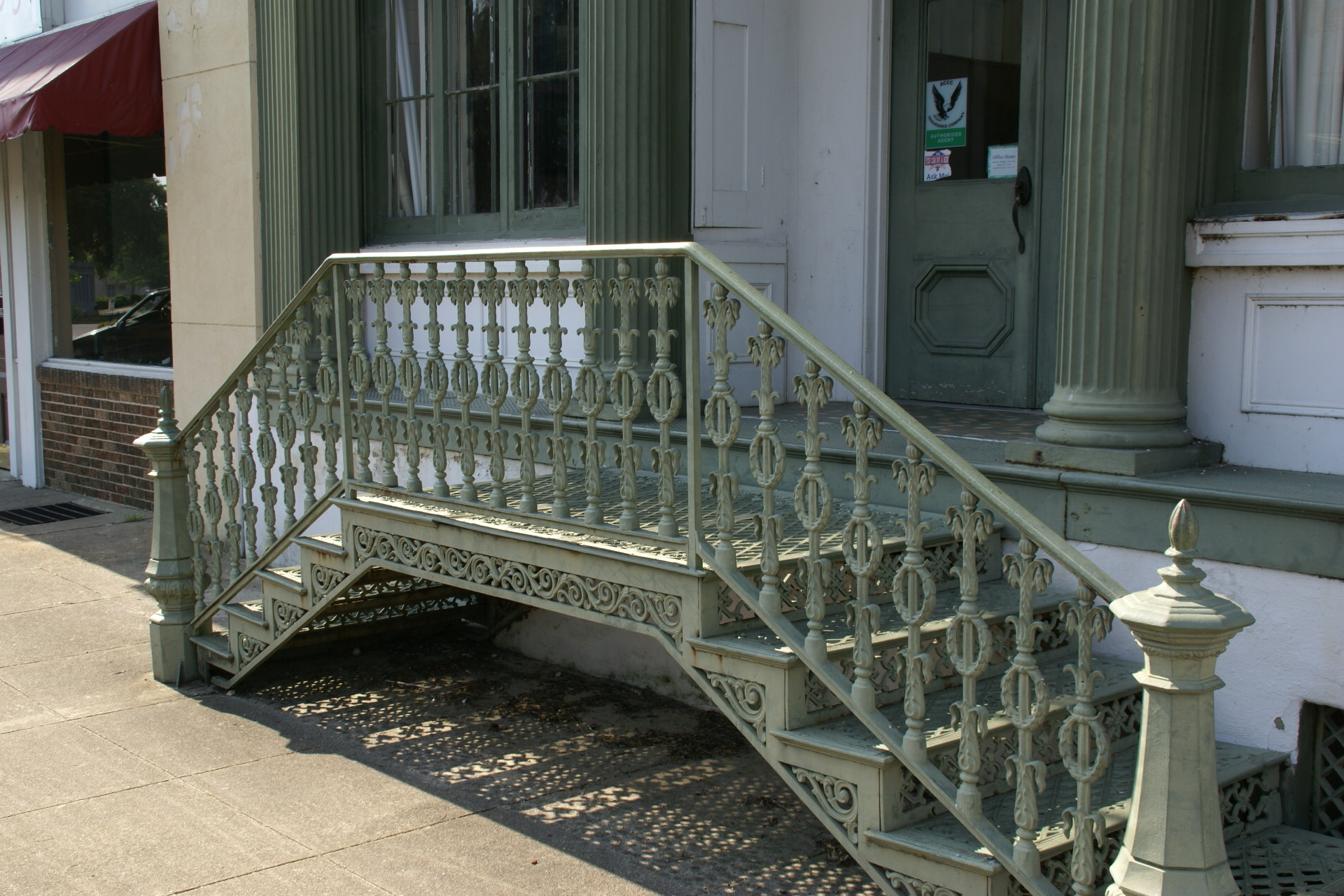
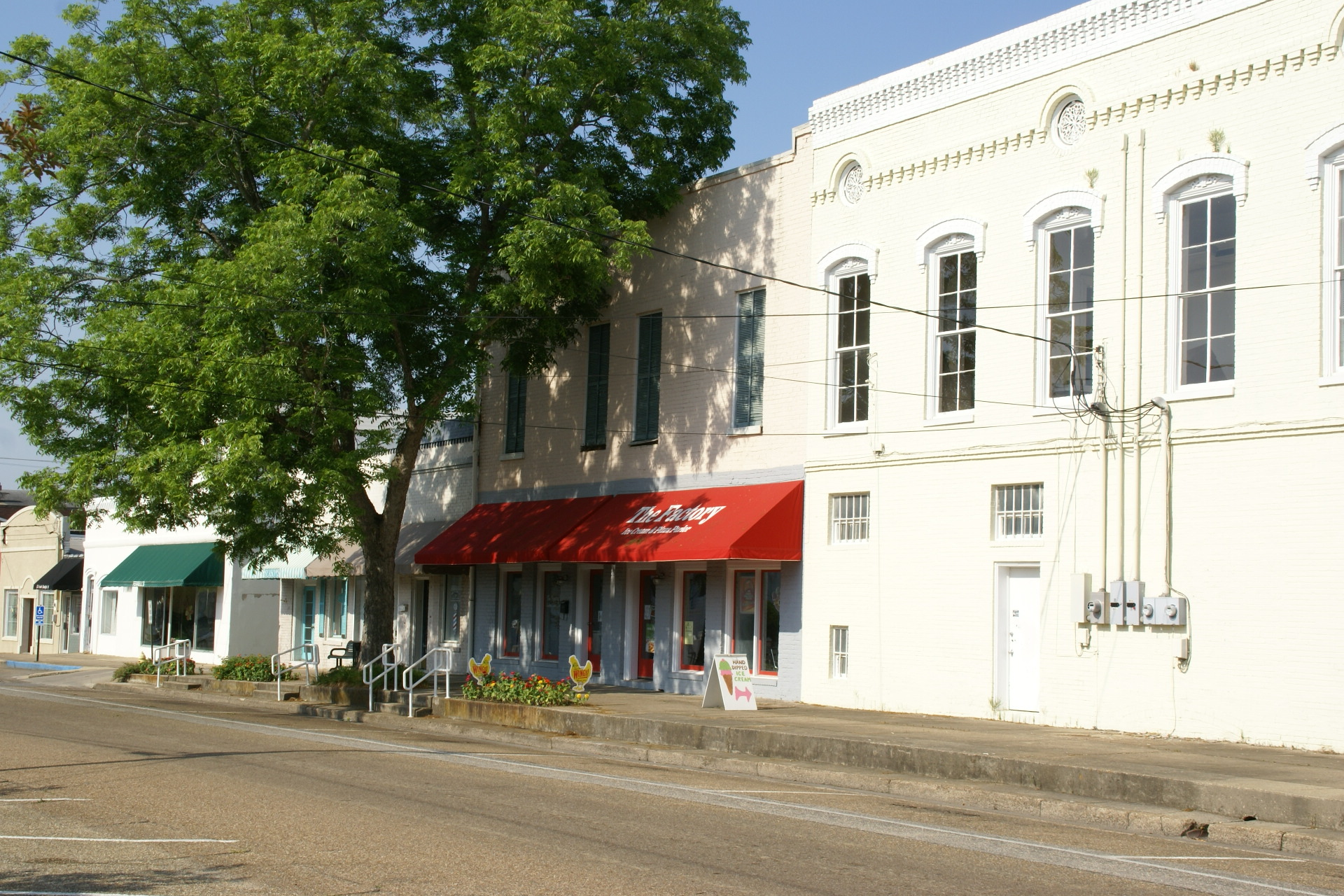
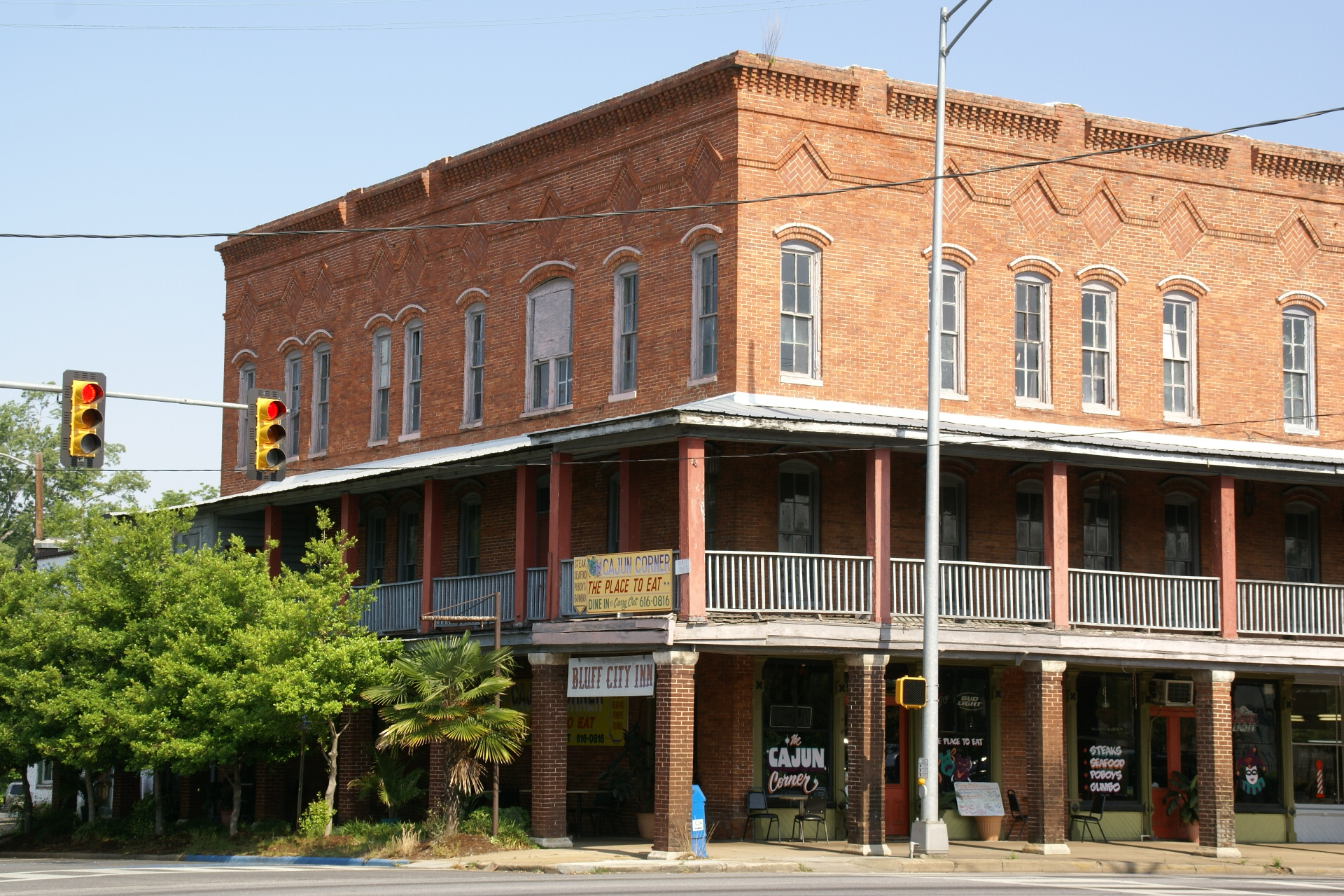
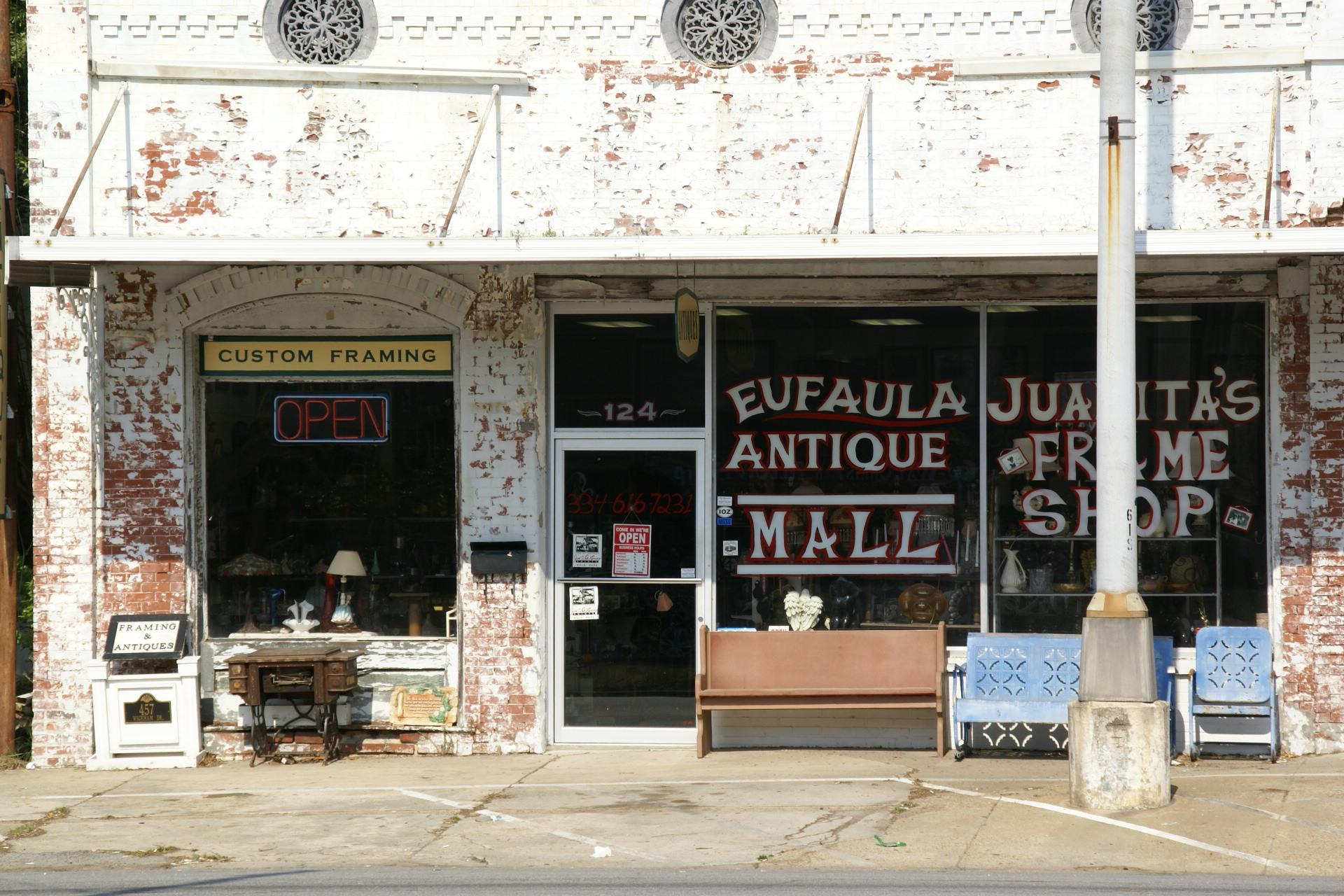
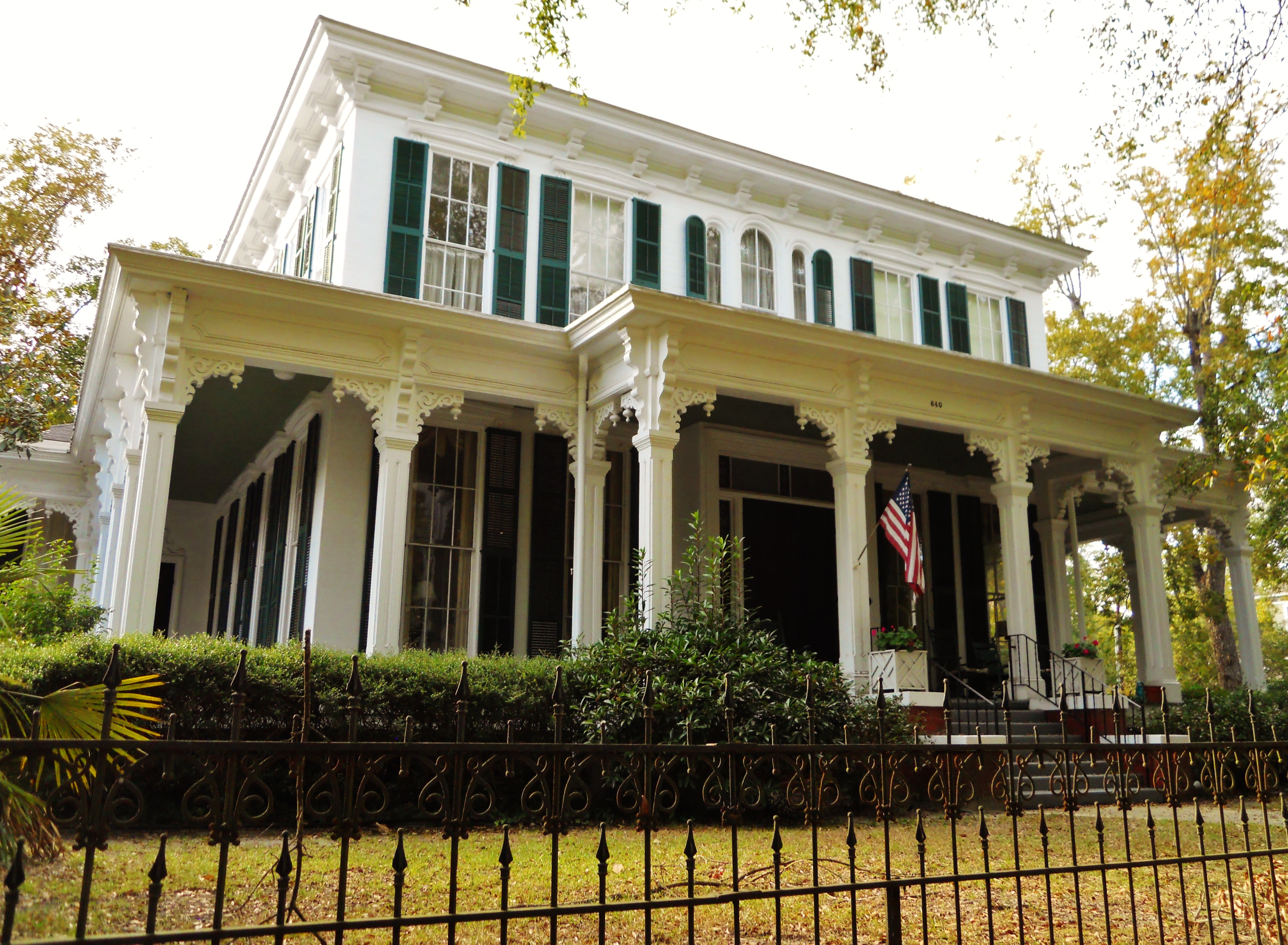
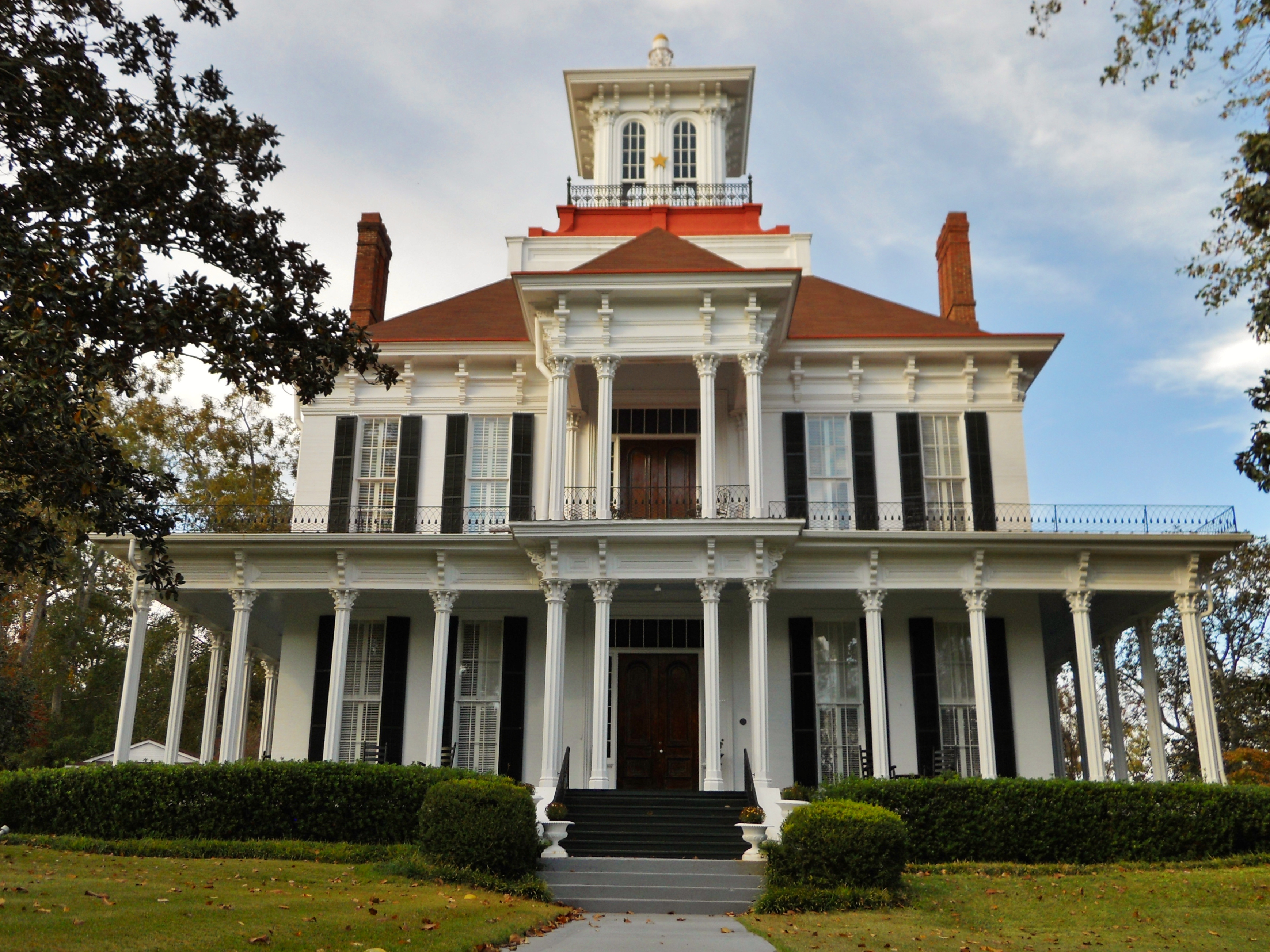